# Збірна Югославії з баскетболу
Чоловіча збірна Югославії з баскетболу представляла Югославію у міжнародних матчах. Команда стала членом ФІБА в 1936 році й представляла послідовно Королівство Югославія (1936–1941), Федеративну Народну Республіку Югославія (ФНРЮ, 1946–1963) і Соціалістичну Федеративну Республіку Югославія (СФРЮ, 1963–1992) аж до її розпаду на кілька незалежних держав. Правонаступником єдиної збірної вважається команда, що з 1994 року представляла Союзну Республіку Югославія, в останні роки існувала під назвою збірної Сербії та Чорногорії, правонаступником якої стала збірна Сербії.